# ZIS-5
ZIS-5 (rusky ЗИС-5) byl sovětský nákladní automobil, který byl užíván od 30. let až po celou druhou světovou válku. Vyráběl se od roku 1933 v továrně ZIS (Zavod imeni Stalina) až do roku 1945 v celkovém množství kolem jednoho miliónu kusů. Kromě toho, že se jednalo o klasický nákladní automobil pro civilní účely, sloužil též k potřebám armády. Roku 1941 byla jeho výroba v Moskvě ukončena z důvodu blížící se fronty a přestěhována do Uljanovska, Miassu, Ščadrinska a Čeljabinska. Továrna v Moskvě obnovila produkci automobilů v červnu roku 1942, kdy začala vyrábět zmodernizovaný a zjednodušený typ ZIS-5V. V letech 1942–1945 bylo vyrobeno 83 tisíc kusů těchto vozidel různých verzí, která sloužila především v armádě.

## Historie
V roce 1931 byl za přispění americké firmy A.J. Brandt Co. nově vybaven a rozšířen moskevský závod na nákladní automobily Avtomobilnoje Moskovskoje Obščestvo (rusky Автомобильное Московское Общество (АМО) — Moskevská automobilová společnost) a začal se zde vyrábět nový nákladní automobil s označením AMO-2. Ten byl zamýšlen jako náhrada předchozího typu AMO-F-15, vůbec prvního sovětského nákladního automobilu (šlo o kopii italského Fiatu F-15).
Bylo však jasné, že AMO F-15 zastarává, a tak začali po licenční smlouvě s firmou Autocar Company vyrábět novější vozy AMO-2, které vycházely z vozů Autocar SD.
Během roku 1931 došlo na náklaďáku k několika úpravám, už za použití dílů sovětské konstrukce, a změněná verze nesla označení AMO-3. Automobil prošel řadou zatěžkávacích zkoušek, mimo jiné bez větších problémů absolvoval jízdu pouští Karakum, což při tehdejší úrovní technologie a opravárenských možností určitě stojí za pozornost. Vývoj automobilu pokračoval modernizací podle projektu A. I. Lichančeva a E. I. Važinského, ideologicko-kosmetickou změnou se v roce 1933 stalo přejmenovávání továrny AMO na ZIS, čili „Zavod Imeni Stalina". Produkovaný automobil poté dostal definitivní označení ZIS-5. Během druhé světové války byl ZIS-5 vyráběn v zjednodušené verzi ZIS-5V. Vzhledem se od civilní verze lišil tvarem blatníků, které byly pro zjednodušení výroby rovné, a dřevěná ložná plocha měla sklopné pouze zadní čelo. Ve frontových podmínkách byla vojáky ceněna jednoduchost konstrukce, technické závady se vyskytovaly velmi zřídka a opravit některou ze čtyř a půl tisíce součástí v polních podmínkách nečinilo žádné větší potíže.

## Technické údaje
- Motor: řadový zážehový šestiválec
- Objem motoru: 5555 cm3
- Maximální rychlost: 60 km/h

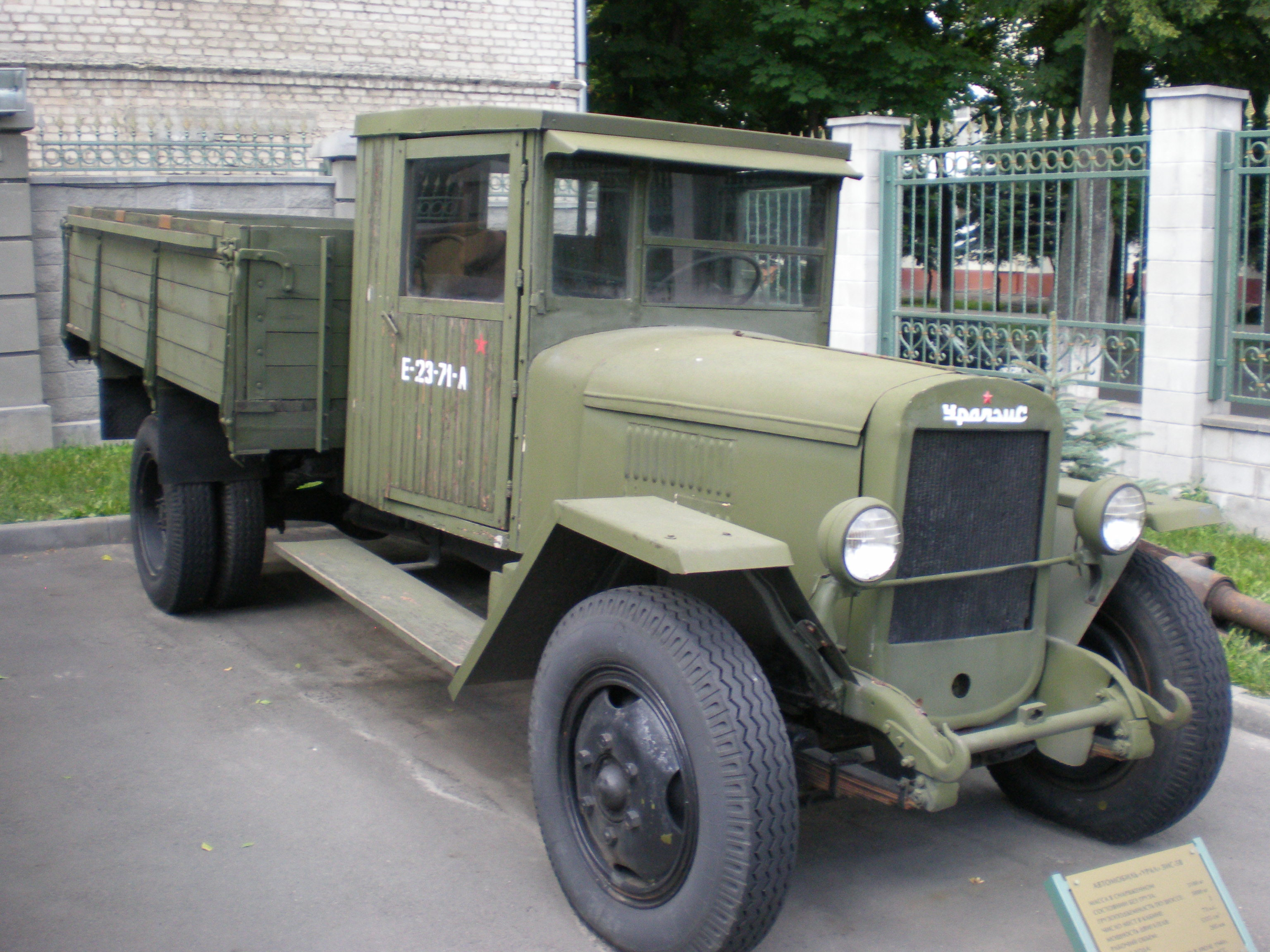
valník ZIS-5V

- Převodovka: Manuální 4stupňová, přídavná 2stupňová
- Dojezd: 195 km
- Hmotnost 3,1 tun
- Délka: 6,06 m
- Výška: 2,16 m
- Šířka 2,24 m